# Charlotte Independence
El Charlotte Independence es un equipo de fútbol de los Estados Unidos que juega en la USL League One norteamericana.

## Historia
Fue fundado en el año 2014 en la ciudad de Charlotte, Carolina del Norte como el club que tomará el lugar del Charlotte Eagles en la USL Pro para la temporada 2015, ya que los propietario de los Eagles decidieron mandar su franquicia a la USL Premier Development League (Cuarta División).
El club estuvo afiliado al Colorado Rapids de la MLS y su nombre se debe a la Declaración de Independencia de los Estados Unidos en el año 1775 y su escudo también data de esa fecha, teniendo al capitán James Jack montado en su caballo.

Tras disputar siete temporadas en la USL, el club de mudó a la USL League One en 2022.

## Jugadores

### Jugadores destacados
- Jorge Herrera
- Tomasz Zahorski

### Entrenadores
- Mike Jeffries (2014-2018)
- Jim McGuinness (2018-2019)
- Mike Jeffries (2019-presente)